# Сільське господарство Удмуртії

## Рослинництво

### Вирощуванняячменю
В Удмуртії відомо 7 культурних та заносних видів ячменю (йиди). В культурі поширені ярі форми — ячмінь звичайний (Hordeum vulgare) та ячмінь дворядний (Hordeum distichon). Рослина вологолюбна, добре зростає на родючих суглинних ґрунтах з нейтральною реакцією. Початки витримують заморозки до −8 °C. В період цвітіння та дозрівання ячмінь чутливий навіть до найбільших заморозків. Ячмінь — древня культура, відома поряд із пшеницею ще з кам'яної доби. На території Удмуртії вирощується від появи землеробства 3 тисячі років тому. У XVIII столітті займав 5,5-13,5% посівів зернових, при врожайності 1,4-2,5 ц/га. В Удмуртії поширені сорти Красноуфимський 95, Абава, Торос тощо. Красноуфимський 95 використовується з 1974 року, він стійкий до полягання, середньо-стиглий. Абава сіється з 1983 року, має гарні пивоварні та круп'яні якості, середньо-стійкий до полягання, але вразливий до стеблової іржі. Торос сіється з 1988 року, він стійкий до пильної головні, полягання, проростання на корені і у валках, схильний до кореневої гнилі.
| Роки | Площа посіві, тис. га | Врожайність, ц/га |
| ---- | --------------------- | ----------------- |
| 1913 | -                     | 9,2               |
| 1940 | -                     | 7,7               |
| 1986 | -                     | 23,6              |
| 1989 | 225,7                 | 8,9               |
| 1990 | 193,5                 | 18,6              |
| 1991 | 217,1                 | 14,5              |
| 1992 | 210,3                 | 17,3              |
| 1993 | 220,9                 | 16,5              |
| 1994 | 238,4                 | 17,6              |
| 1995 | 238,7                 | 11,1*             |
| 1996 | 213,3                 | 13,7*             |

Примітки: * — після обробки

### Садівництво
В Удмуртії в садах культурно вирощується 4 види яблунь з 5 поширених. Найрозповсюдженіший — яблуня домашня. Вирощування яблунь в республіці активно розпочато в 1910 році. В Передураллі поширено понад 100 сортів, найпоширенішими з яких є Антонівка звичайна, Уралець, Білий налив, Аніси яскраво-червоний та смугастий, Кальвіль, Боровинка, Грушівка московська, Уральська наливна.